# Jimmy (film, 1996)
Pour plus de détails, voir Fiche technique et Distribution.
Pour les articles homonymes, voir Jimmy et When Saturday Comes.
Jimmy (When Saturday Comes) est un film britannique réalisé par Maria Giese et sorti en 1996.

## Synopsis
Un footballeur amateur travaillant en usine est recruté par le club professionnel de Sheffield United FC. Sa progression est freinée par sa forte consommation d'alcool.

## Fiche technique
- Titre français : Jimmy
- Titre original :When Saturday Comes
- Réalisation : Maria Giese
- Scénario : James Daly et Maria Giese
- Production : James Daly et Christophe Lambert
- Photographie : Gerry Fisher
- Montage : George Akers
- Musique : Anne Dudley
- Pays d'origine :  Royaume-Uni
- Format : couleur
- Durée : 98 minutes
- Genre : Drame, Sport
- Sortie : 27 février 1996 (première projection publique) ; 1er mars 1996 (sortie au Royaume-Uni)

## Distribution
- Sean Bean : Jimmy Muir
- Emily Lloyd : Annie Doherty
- Pete Postlethwaite : Ken Jackson
- Craig Kelly : Russell Muir
- John McEnery : Joe Muir
- Ann Bell : Sarah Muir
- Melanie Hill : Mary Muir
- Chris Walker : Mac
- Tim Gallagher : Steve
- John Higgins : Rob
- Peter Gunn : Tommy
- Nick Waring : Gary